# Stan Golestan

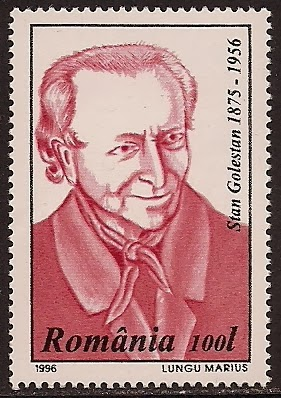
Stan Golestan (1996)

Stan Golestan (* 26. Mai 1875 in Vaslui; † 21. April 1956 in Paris) war ein rumänischer Komponist und Musikkritiker.
Golestan studierte von 1897 bis 1903 an der Schola Cantorum in Paris bei Vincent d’Indy, Albert Roussel und Paul Dukas und lebte dort als Komponist, Musikkritiker und Kompositionslehrer an der École Normale. Er schrieb als Musikkritiker für Le Figaro und gründete 1905 die Zeitschrift L'Album musical.
Golestan komponierte sinfonische Werke, Kammer- und Vokalmusik.

## Werke
- Dîmbovita, Rhapsodie über rumänische Volksmusik, 1902
- Violinsonate Es-Dur, 1906–08
- Simfonia in rumänischem Stil, 1908
- Zece cîntece în stil popular (Zehn Lieder im volkstümlichen Stil), 1908
- Rapsodia concertanta pentru vioara si orchestra (Konzertante Rhapsodie für Violine und Orchester), 1920
- Concert de muzica româneasca für Violine, 1934
- Concert moldovenesc für Cello, 1936

| Personendaten    | Personendaten         |
| ---------------- | --------------------- |
| NAME             | Golestan, Stan        |
| KURZBESCHREIBUNG | rumänischer Komponist |
| GEBURTSDATUM     | 26. Mai 1875          |
| GEBURTSORT       | Vaslui                |
| STERBEDATUM      | 21. April 1956        |
| STERBEORT        | Paris                 |